# Coniopteryx alticola
Coniopteryx alticola är en insektsart som beskrevs av György Sziráki 2002. Coniopteryx alticola ingår i släktet Coniopteryx och familjen vaxsländor. Inga underarter finns listade i Catalogue of Life.